# Kea gyapjasmadár
A kea gyapjasmadár más néven papagájcsőrű gyapjasmadár (Pseudonestor xanthophrys) a madarak osztályának verébalakúak (Passeriformes) rendjébe és a pintyfélék (Fringillidae) családjába tartozó Pseudonestor nem egyetlen faja.

## Előfordulása
Az Amerikai Egyesült Államokhoz tartozó Hawaii-szigetek területén honos. Élőhelye a csapadékos és száraz dzsungelek. A tengerszint feletti 200–300 méteres magasságban is megtalálható.

## Megjelenése
Testhossza 14 cm. Testtömege 20–25 g. A kea gyapjasmadárnak olyan a csőre, mint a papagájnak.

## Életmódja
Tápláléka rovarok.

## Természetvédelmi állapota
Az IUCN vörös listáján a kihalófélben lévő kategóriában szerepel.